# Quintana del Pidio
Quintana del Pidio település Spanyolországban, Burgos tartományban. Quintana del Pidio Aranda de Duero, Gumiel de Mercado és Gumiel de Izán községekkel határos. Lakosainak száma 149 fő (2024).

## Népesség
A település népessége az utóbbi években az alábbiak szerint változott:
| Lakosok száma | 191  | 180  | 180  | 183  | 179  | 166  | 157  | 151  | 157  | 149  |
|               | 2001 | 2004 | 2006 | 2009 | 2011 | 2014 | 2016 | 2019 | 2021 | 2024 |